# Puchar Polski w piłce siatkowej kobiet (1950)
Puchar Polski w piłce siatkowej kobiet 1950 (Puchar PZKSS) – 6. sezon rozgrywek o siatkarski Puchar Polski, rozgrywany od 1932 roku.

## Klasyfikacja końcowa
| Miejsce | Drużyna                   |
| ------- | ------------------------- |
| 1.      | Spójnia Marymont Warszawa |
| 2.      | Unia Chemia Łódź          |
| 3.      | Kolejarz Gdańsk           |
| 4.      | ŁKS Włókniarz Łódź        |
| 5.      | Spójnia Grudziądz         |